# Gmina Ciężkowice
Die Gmina Ciężkowice ist eine Stadt-und-Land-Gemeinde im Powiat Tarnowski der Woiwodschaft Kleinpolen in Polen. Ihr Sitz ist die gleichnamige Stadt mit etwa 2400 Einwohnern. Die Gemeinde hat eine Fläche von 103,22 km², auf der etwa 11.200 Einwohner leben.

## Geschichte
Von 1975 bis 1998 wurde die Landgemeinde Woiwodschaft Tarnów zugeordnet. Am 1. Januar 1998 erhielt Ciężkowice das 1934 aberkannte Stadtrecht zurück und die Gemeinde ihren heutigen Status.

## Gemeinde
Zur Stadt-und-Land-Gemeinde gehören neben der namensgebenden Stadt Ciężkowice folgende Dörfer (in Klammern die Einwohnerzahl vom 31. Dezember 1998):
Bogoniowice (653), Bruśnik (1.023), Falkowa (388), Jastrzębia (1601), Kąśna Dolna (714), Kąśna Górna (708), Kipszna (385), Ostrusza (674), Pławna (522), Siekierczyna (625), Tursko (288) und Zborowice (1236).

## Verkehr
Die Stadt liegt an der Woiwodschaftsstraße 977 (DW 977). Diese führt vom 30 Kilometer entfernten Tarnów zur Landesstraße 75 (DK 75) im Süden.
Der internationale Flughafen in Krakau-Balice liegt etwa 80 Kilometer westlich. Der kleinere Flughafen Rzeszów-Jasionka befindet sich etwa 75 Kilometer nordöstlich.